# Prosopocoilus downesii
Prosopocoilus downesii là một loài bọ cánh cứng trong họ Lucanidae. Loài này được Hope mô tả khoa học năm 1835.